# Dalbergia foliolosa
Dalbergia foliolosa är en ärtväxtart som beskrevs av George Bentham. Dalbergia foliolosa ingår i släktet Dalbergia, och familjen ärtväxter. Inga underarter finns listade i Catalogue of Life.